# La espuma de los días
La Espuma De Los Días ("L'Écume Des Jours" en francés) es una novela de fantasía científica cómica romántica trágica surrealista de Boris Vian publicada en 1947, aunque había sido escrita el año anterior. En la novela cita lugares de composición imaginarios (Nueva Orleans, Memphis, Davenport) en los Estados Unidos, en donde no estuvo nunca.
A pesar de que fue promovida entre otros por Raymond Queneau y Jean-Paul Sartre, que publicaría algunos extractos en Les Temps Modernes, no tendría éxito en vida de Vian.
Sus principales personajes se mueven en un universo surreal, poético y confuso, cuyos temas principales son el amor, la enfermedad y la muerte, en una atmósfera envolvente de música de jazz, clima húmedo y pantanoso, que recuerda a los bayous de Luisiana.
Aunque contada como una narrativa lineal , la novela emplea el surrealismo, fantasía y ciencia ficción y contiene múltiples líneas argumentales, incluidas las historias de amor de dos parejas, ratones parlantes y un hombre que envejece años en una semana. Una de las principales tramas trata de un hombre recién casado cuya esposa desarrolla una rara y extraña enfermedad que sólo puede tratarse rodeándola de flores.

## Resumen
El lector que se introduce en esta novela se encuentra directamente enfrentado al juego de las inversiones que subyace en la intención global: en un universo absurdo y extraño, el narrador presenta a un personaje particularmente banal e indefinido, por lo que el resumen también aparecerá como superficial.
La novela se centra en el personaje de Colin, que "cuenta con una fortuna suficiente para vivir convenientemente sin trabajar para otros"; un amigo llamado Chick, que no tiene esa suerte, ya que al ser ingeniero, es muy pobre (¡al contrario que los obreros!). El tercer personaje masculino es el cocinero de Colin, Nicolás, que se enamorará de Isis, una amiga de Colin. Un día, Chick conocerá a Alise, una chica pariente de Nicolás. Colin, celoso, también quiere conocer a una chica y se enamora de Chloé tras una fiesta. Se casa con ella y regala parte de su dinero a Chick para que se case con Alise. Chloé enferma: le crece un nenúfar en el pulmón. Para curarla, Colin le compra flores y la envía a la montaña. Cuando regresa, ya no está el nenúfar, pero solo puede utilizar uno de los pulmones. Colin busca un trabajo para poder comprar flores, pero entonces Chloé vuelve a enfermar, le afecta al otro pulmón. Su casa se va empequeñeciendo y es cada vez más triste y oscura, a pesar de los desvelos de su pequeño ratón gris con bigote negro para que todo quede como estaba. Como Chick ama más a Partre que a Alise, esta mata al filósofo con "El arrancacorazones", nombre que Vian utilizará en su siguiente novela, y quema las librerías cercanas a su casa, pero muere entre llamas. Mientras tanto, la policía mata a Chick por no pagar los impuestos. Chloé muere y tiene que ser enterrada como los pobres. Colin, decepcionado y triste piensa en el suicidio...

## Los personajes
- Colin: Joven desenvuelto. Le gustan el jazz, el confort y el amor. No le gustan ni la violencia ni el trabajo. Se puede decir que se parece mucho al propio Boris Vian. Encuentra el gran amor en Chloé, un amor loco que le hará perder todo lo que más quiere.
- Chloé: Chloé es la mujer perfecta para Colin, joven, bonita, sonriente, dulce y atractiva.
- Chick: Chick es el mejor amigo de Colin, es un apasionado loco de la filosofía de Jean Sol Partre (evidente parodia de su amigo Sartre, aunque no entienda nada). Contrariamente a Colin, necesita trabajar para vivir. Es novio de Alise, pero pondrá por delante a Partre.
- Alise: Está locamente enamorada de Chick, se compadece de Chloé y envidia el amor recíproco entre Colin y Chloé.
- Nicolás: Es el cocinero de Colin, no pertenece a la misma clase social que los otros personajes, aporta un aspecto de equilibrio y sentido común a esta novela. También es un fiel amigo de Colin y buen amante de Isis.
- Isis: Perteneciente a la alta burguesía, está enamorada de Nicolás, y como él, sabe disfrutar de los placeres de la vida sin exigir demasiado. Es la única con apellido y la única de quien se menciona la familia.
- El ratón gris de bigotes negros: vive en casa de Colin.

## Temas
- El amor: Aparecen en este libro tres formas de amor: el amor loco entre Colin y Chloé, el amor imposible entre Chick y Alise y el amor físico entre Nicolás e Isis.
- El mundo del trabajo: Boris Vian denuncia en esta obra las inhumanas condiciones de trabajo. Todos los empleados se contemplan como si fueran máquinas.
- La música: El jazz es omnipresente a lo largo de toda la novela. Hay numerosas referencias a músicos y obras de Jazz, aunque algunas son difíciles de traducir. No es el caso del nombre de Chloé, que proviene del arreglo de Duke Ellington llamado "Chloé".
- La religión: Boris Vian critica la religión mediante una boda y un entierro. Durante la boda, la Iglesia se afana en conseguir el dinero de Colin. El entierro es lo opuesto a la boda, y como a Colin no le queda dinero, se arroja el féretro por la ventana, los dos porteadores van sucios, el chófer canta a gritos, los religiosos aparecen fugazmente sin molestarse en vestirse correctamente, se echa el ataúd a la fosa. El propio Jesucristo en la iglesia cobra vida y pregunta a Colin porqué no ha dado más dinero para el entierro.
- Lo irreal: A pesar de que Boris Vian basa su novela sobre una determinada realidad, lo irreal está muy presente desde el principio, sobre todo con todo lo relacionado con Colin y su progresivo empobrecimiento. Su casa mengua literalmente durante el desarrollo de la novela. También el tiempo es maleable y se acelera, se pasa de la primavera al otoño.
- Las ciénagas: La palabra "espuma" que se encuentra en el título de la novela simboliza la espuma y la humedad en la segunda parte de la novela, en la que hay muchas referencias a las ciénagas. El piso de Colin parece transformarse en ciénaga (los pasos de Colin producen ruidos mojados y pastosos). Encontramos el ambiente húmedo de los bayous de Luisiana, cuna del jazz que tanto gusta a Boris Vian.
- El star-system cultural: Boris Vian denuncia el culto a la personalidad con el personaje de Jean-Sol Partre.

## Adaptaciones
- Esta novela es una muy libre adaptación del libro Los Camaradas de Erich Maria Remarque, que cuenta una historia de amor en la que aparece una joven tuberculosa para la que el héroe enamorado sacrificará su patrimonio. Todo ello bien sazonado con el peculiar estilo de Boris Vian.

- La novela fue adaptada al cine en 1968 por Charles Belmont, con Jacques Perrin, Marie-France Pisier, Sami Frey, Alexandra Stewart, Annie Buron y Bernard Fresson.

- Fue adaptada por el director japonés Go Riju en 2001 con el título de Kuroe. Está protagonizada por Nagase Masatoshi. Fue seleccionada la película para la competición del Festival de Cine de Berlín 2001.[1]

- Posteriormente, en 2013, se estrenó una adaptación dirigida por Michel Gondry: L'Ecume des Jours. Está protagonizada por Romain Duris y Audrey Tautou.